# Terapia comportamental
O termo terapia comportamental designa uma série de abordagens psicoterapêuticas que se baseiam no conhecimento teórico do behaviorismo.

## Introdução histórica
Certos aspectos fundamentais da terapia comportamental já existiam em diversas correntes filosóficas, sobretudo no estoicismo.
O termo foi provavelmente utilizado pela primeira vez em 1953 em um projeto de pesquisa de B. F. Skinner. Seu primeiro uso em uma publicação científica se deu em 1954 em um artigo de Arnold A. Lazarus no Jornal Médico Sul-Africano (South African Medical Journal). Entre outros pioneiros podem-se citar Joseph Wolpe e Hans Eysenck.
De maneira geral considera-se que a terapia comportamental teve sua origem em três grupos de pesquisa distintos: na África do Sul (Wolpe e Lazarus), nos Estados Unidos (Skinner) e no Reino Unido (Rachman e Eysenk). Cada um desses grupos tinha uma abordagem própria na compreensão dos problemas de comportamento. Eysenk, por exemplo, considerava os transtornos de comportamento como resultado da interação entre características da personalidade, do meio-ambiente e do comportamento em si. Já o grupo de Skinner nos Estados Unidos deram maior ênfase aos processos ligados ao condicionamento operante.
Na segunda metade do século XX, enquanto muitos terapêutas permaneciam fiéis ao paradigma do condicionamento operante. Enquanto em determinadas situações o uso da abordagem cognitiva consolida o efeito terapêutico da abordagem comportamental (ex. a evidência empírica sugere que o uso de intervenções cognitivas melhora o resultado no tratamento de fobia social). Com base nessa observação desenvolveram-se novas abordagens com uma renovada ênfase nos princípios do condicionamento operante, unindo-os, no entanto, com a análise comportamental, método que permite uma melhor compreensão do comportamento em seu contexto. Tais abordagens, conhecidas com o nome genérico de terapias da terceira geração. No entanto, por serem excessivamente recentes, tais abordagens necessitam ainda de uma maior evidência empírica.

## Abordagens da terceira geração da terapia comportamental
- Terapia de aceitação e compromisso
- Psicoterapia analítica funcional